# Паслён ложноперечный
Паслён ложноперечный, или иерусалимская вишня (лат. Solanum pseudocapsicum) — растение семейства Паслёновые, вид рода Паслён, произрастающее в Южной Америке и интродуцированное в другие тёплые регионы земного шара. В Австралии оно стало агрессивным сорняком.

## Биологическое описание
Это — вечнозелёный кустарник высотой до 1,5 м. Листья ланцетовидные, слегка волнистые, до 10 см длиной, сидят на коротких черешках. Цветки белые небольшие, собранные в кистевидные соцветия, или одиночные. Плод — округлая ягода, красного или жёлтого цвета, диаметром 1,5-2 см.

## Использование
Декоративное растение.
|                              |  |
| Плоды паслёна ложноперечного |  |